# Argentina assimilis
Argentina assimilis är en rosväxtart som först beskrevs av Soják, och fick sitt nu gällande namn av Soják. Argentina assimilis ingår i släktet gåsörter, och familjen rosväxter. Inga underarter finns listade i Catalogue of Life.